# NUSAT 1
NUSAT 1 (Northern Utah Satellite 1) fue un satélite artificial de la NASA lanzado el 29 de abril de 1985 desde el transbordador espacial Challenger durante la misión STS-51-B.
La misión de NUSAT 1 era demostrar un modo de evaluación de haces radar del sistema de radares secundarios de la Administración Federal de Aviación para el control del tráfico aéreo.
El satélite pesaba 54,5 kg y reentró en la atmósfera el 15 de diciembre de 1986.